# Relaciones Rusia-Venezuela
Las relaciones Rusia-Venezuela son las relaciones internacionales entre la Federación de Rusia y la República Bolivariana de Venezuela. Venezuela sigue siendo uno de los más importantes aliados comerciales y militares de Rusia en América Latina (después de Brasil), haciendo un fuerte vínculo en las relaciones bilaterales entre las dos naciones.

## Antecedentes

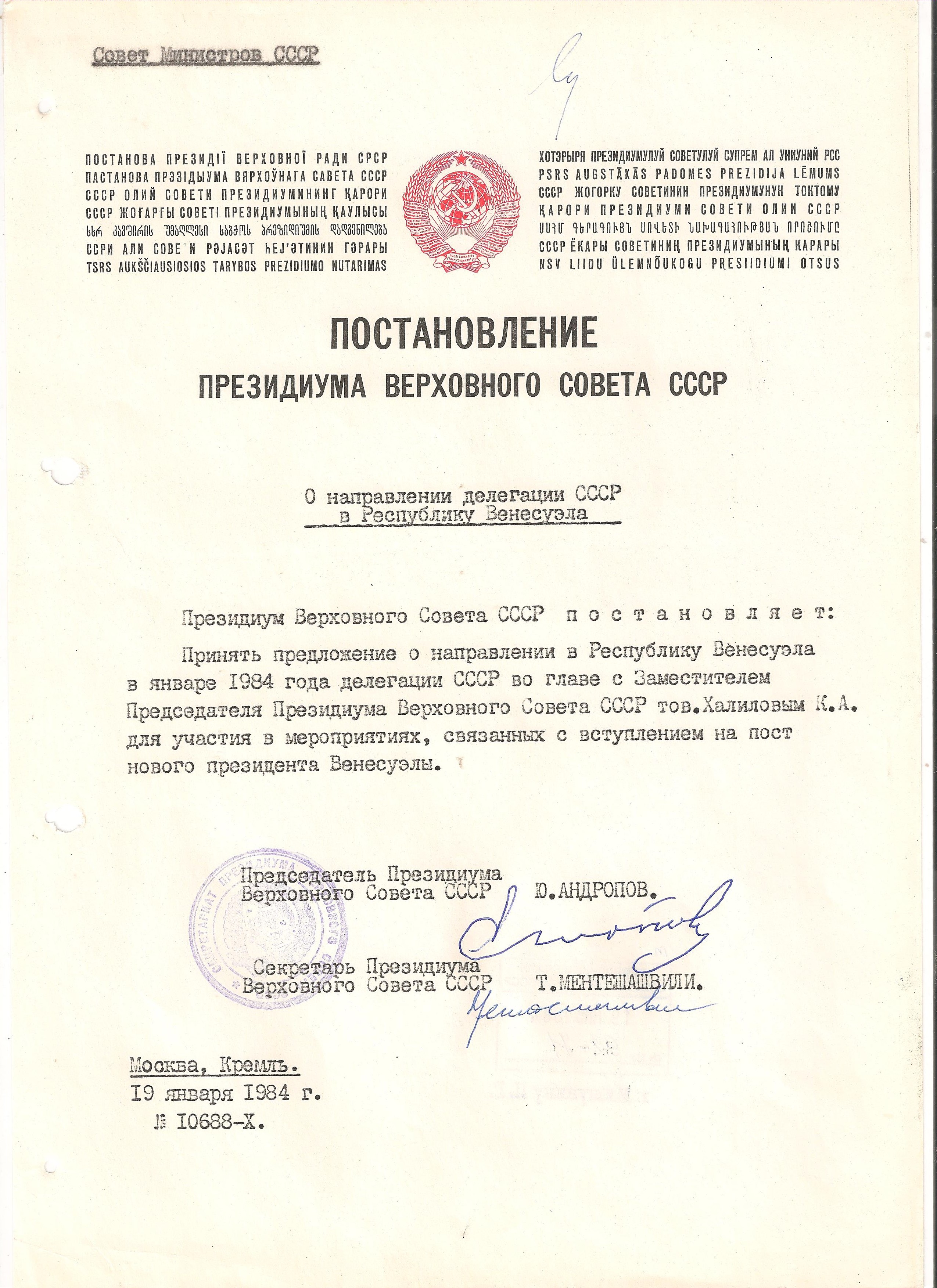
Resolución sobre el envío de una delegación soviética a Venezuela.

La Unión Soviética estableció relaciones diplomáticas con Venezuela el 3 de marzo de 1946, como parte de los cambios anunciados por la Junta Revolucionaria de Gobierno de asume el poder en Venezuela el 18 de octubre de 1945, (separada el 13 de junio de 1952 y luego restaurada el 16 de abril de 1970).
En 1996, durante la visita a Caracas del Ministro de Asuntos Exteriores ruso, Yevgueni Primakov, se concluyó un acuerdo de amistad y cooperación entre la Federación de Rusia y la República de Venezuela.

## 

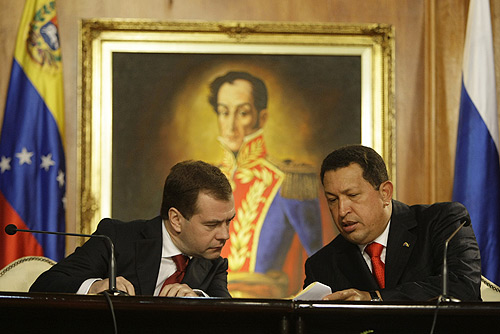
Dmitri Medvédev y Hugo Chávez en Caracas, noviembre de 2008.

## SigloXXI

### 2000-2013
Bajo el presidente Hugo Chávez, Venezuela ha mantenido relaciones cálidas con Rusia. Gran parte de esto es a través de la venta de equipo militar; Desde 2005, Venezuela ha comprado más de $ 4 mil millones en armas de Rusia. En mayo de 2005 el gobierno compró 100 mil fusiles de asalto Kalashnikov de calibre 7,62 milímetros por 39, a Rusia, el precio de cada fusil es de 186,22 dólares, incluidos cuatro cargadores de 30 cartuchos y la bayoneta. El primer lote de 28.000 fusiles llegará a Venezuela en octubre, el segundo a principios de enero de 2006 y la partida final en marzo del próximo año. Un programa capacitará a 45 técnicos venezolanos se capacitarán durante once meses en Rusia para aprender el proceso de fabricación. En octubre la Asamblea Nacional aprueba un acuerdo entre Venezuela y Rusia según gaceta oficial N°39.527 En julio de 2006 el gobierno de Hugo Chávez realizó un pedido a Rusia para la compra de 24 aviones Sukhoi 30 Mk2 cuyas cuatro primeras unidades llegaron en noviembre. El pedido se completó en 2008, valorados en 40 millones de dólares cada avión (aproximadamente 980 millones de dólares en total).
En septiembre de 2008, Rusia envió bombarderos Tupolev Tu-160 a Venezuela para realizar vuelos de entrenamiento.En noviembre de 2008, ambos países realizaron un ejercicio naval conjunto en el Caribe. Tras las dos visitas de Chávez a Moscú en julio y septiembre de 2008, el vice primer ministro ruso Igor Sechin llegó a Venezuela para allanar el camino para una tercera reunión en cinco meses entre sus dos presidentes.
En noviembre de 2008, Venezuela y Rusia discutieron 46 posibles acuerdos de cooperación durante una Comisión Intergubernamental. El vicepresidente venezolano Ramón Carrizalez y Sechin revisaron una serie de iniciativas que Chávez y el presidente ruso Dmitri Medvédev firmarían a finales de mes. El ministro venezolano de Relaciones Exteriores, Nicolás Maduro, agregó a las agresivas iniciativas de política exterior buscadas por Chávez al afirmar que "el mundo unipolar está colapsando y terminando en todos los aspectos, y la alianza con Rusia es parte de ese esfuerzo para construir un mundo multipolar". Los dos países discutieron la creación de un banco binacional de inversión, la apertura de una ruta aérea directa entre Caracas y Moscú, la construcción de una planta de aluminio, la construcción de una plataforma de gas en la costa venezolana, La adquisición de aviones y barcos rusos por parte de Venezuela. Mientras que los dos países también llegaron a acuerdos sobre el desarrollo del espacio ultraterrestre y el uso de la energía nuclear. Maduro agregó que los dos países "desarrollarán todo lo que tiene que ver con la tecnología y los satélites en el espacio", mientras continúan trabajando en el uso de la energía nuclear con medios pacíficos para generar energía alternativa.
Venezuela buscó desarrollar minas en sus mayores depósitos de oro con ayuda de la ayuda rusa. Ministro venezolano de Minería, Rodolfo Sanz, dijo a una delegación rusa que se firmaría un memorando de entendimiento con el ruso Rusoro para operar Las Cristinas, Y Brisas proyectos mineros con el gobierno venezolano. El primero, uno de los mayores proyectos de oro de América Latina, estaba bajo contrato con la empresa ruso-canadiense Crystallex, que había esperado en vano durante años una licencia ambiental para comenzar la minería. El ministro, sin embargo, dijo que el gobierno estaba tomando el control de la mina para comenzar a trabajar en 2009.
Otros vínculos estaban en vísperas cuando Hugo Chávez dijo que un acuerdo para la instalación nuclear de Humberto Fernández-Morán sería firmado en la visita del presidente ruso Dmitri Medvédev a Venezuela acompañado por una flota rusa de buques de guerra a mediados de noviembre de 2008. Chávez también reveló que los técnicos nucleares rusos ya estaban en el trabajo en Venezuela.
Como una flotilla rusa, incluyendo el buque de guerra nucleoeléctrico Pyotr Velikiy, Pedro el Grande, estaba en camino hacia el Caribe para ejercicios navales con Venezuela, los analistas vieron la medida como una respuesta geopolítica a Apoyo de los EE. UU. para Georgia después de la guerra de Ossetia del sur 2008. También se han vendido aviones de combate rusos a Venezuela, mientras que Caracas compró 100.000 rifles de asalto (AK-103) para reemplazar los fusiles anticuados de su ejército. Sin embargo, el viceministro de Relaciones Exteriores de Rusia, Serguéi Riabkov, minimizó la relevancia de tales movimientos. "Parece que todo el mundo ha estado acostumbrado durante mucho tiempo a nuestros buques de guerra en bases navales y aviones de guerra en hangares. Como para siempre ", dijo Ryabkov.

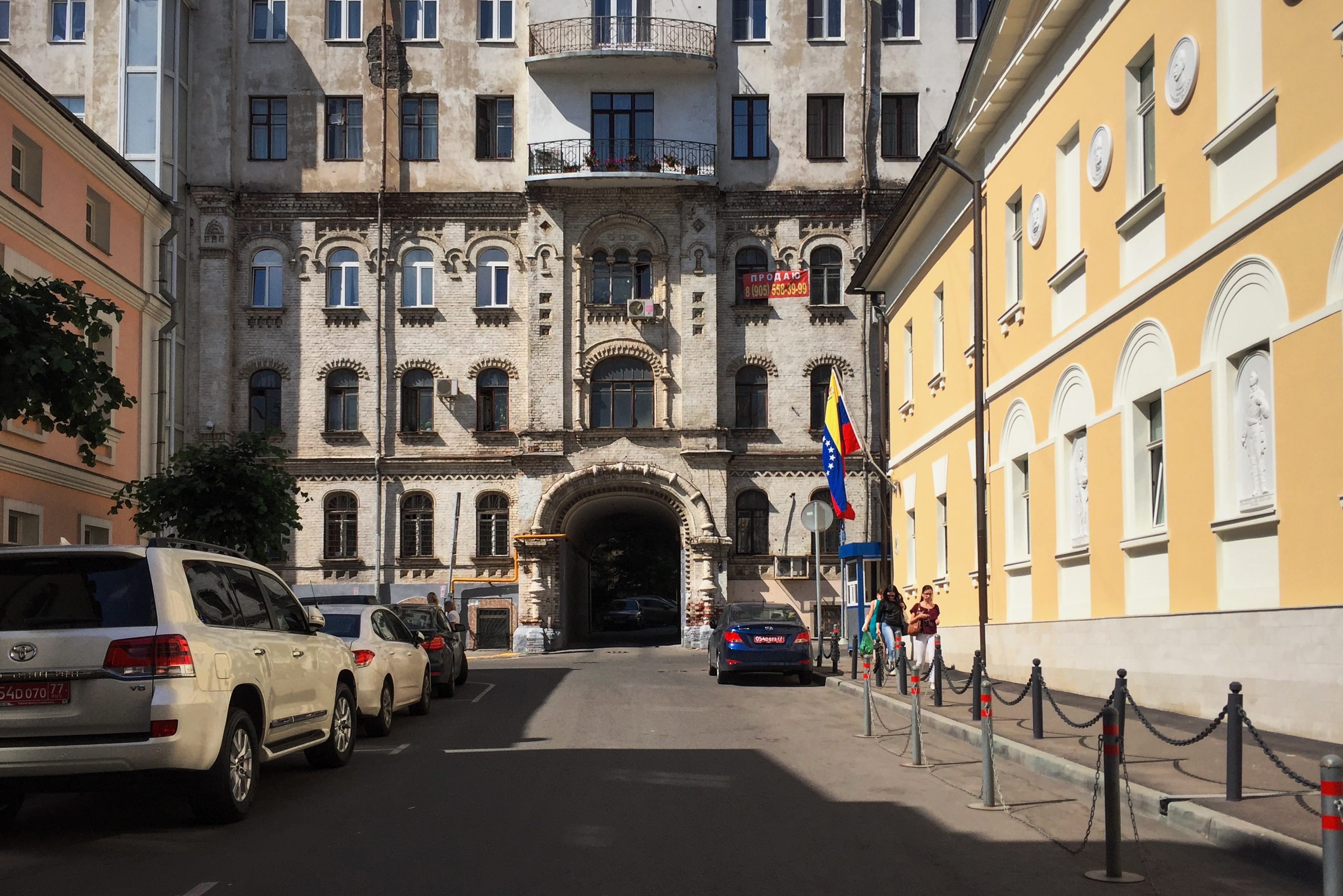
Embajada de Venezuela en Moscú

En septiembre de 2009 Rusia aprobó un préstamo de $ 2 mil millones a Venezuela. 2010 por acuerdo entre el Fondo de Vivienda del alcalde de Moscú y el Ministerio de Vivienda de Venezuela Contratistas rusos que participan en la "Gran Misión de Vivienda" para la construcción de un típico panel de viviendas. Según 13stroy.ru, construyó unos 10 mil apartamentos en casas de vecinos. El proyecto involucra no sólo la construcción de viviendas e infraestructura, sino también la organización de nueve empresas conjuntas para la producción de materiales de construcción.
En abril de 2010 llega de visita el primer ministro de Rusia, Vladímir Putin, quien firmó con el presidente Hugo Chávez 31 acuerdos en materia energética, agrícola, educativa, comercial y tecnológica en su visita a Venezuela. Vladímir Putin entregó a Chávez un bono por valor de US$600 millones a modo de avance para el proyecto conjunto en la explotación del campo Junín 6 en la faja petrolífera del Orinoco, que pretende extraer hasta 450.000 barriles diarios de crudo. También se realizó la compra de 2.250 automóviles rusos LADA como primer paso hacia la posible construcción de una planta de ensamblamiento de vehículos. En octubre de 2010, Hugo Chávez visitó Rusia, donde firmó un acuerdo para construir la primera planta de energía nuclear de Venezuela, además de comprar 1.600 millones de dólares en activos petroleros.  El ministro de Energía venezolano, Rafael Ramírez Carreño, dijo que el principal uso de la energía nuclear en su país estaría en la generación de electricidad. la futura planta tendrá 500 megavatios de potencia. El 6 de octubre de 2011, el vice primer ministro ruso, Igor Sechin, se apresuró a Caracas para que Chávez se comprometiera a un préstamo de 4 mil millones de dólares para comprar armas rusas. Y para el 2011, Venezuela fue el principal cliente de los brazos de Rusia para las fuerzas terrestres.

### 2013-presente

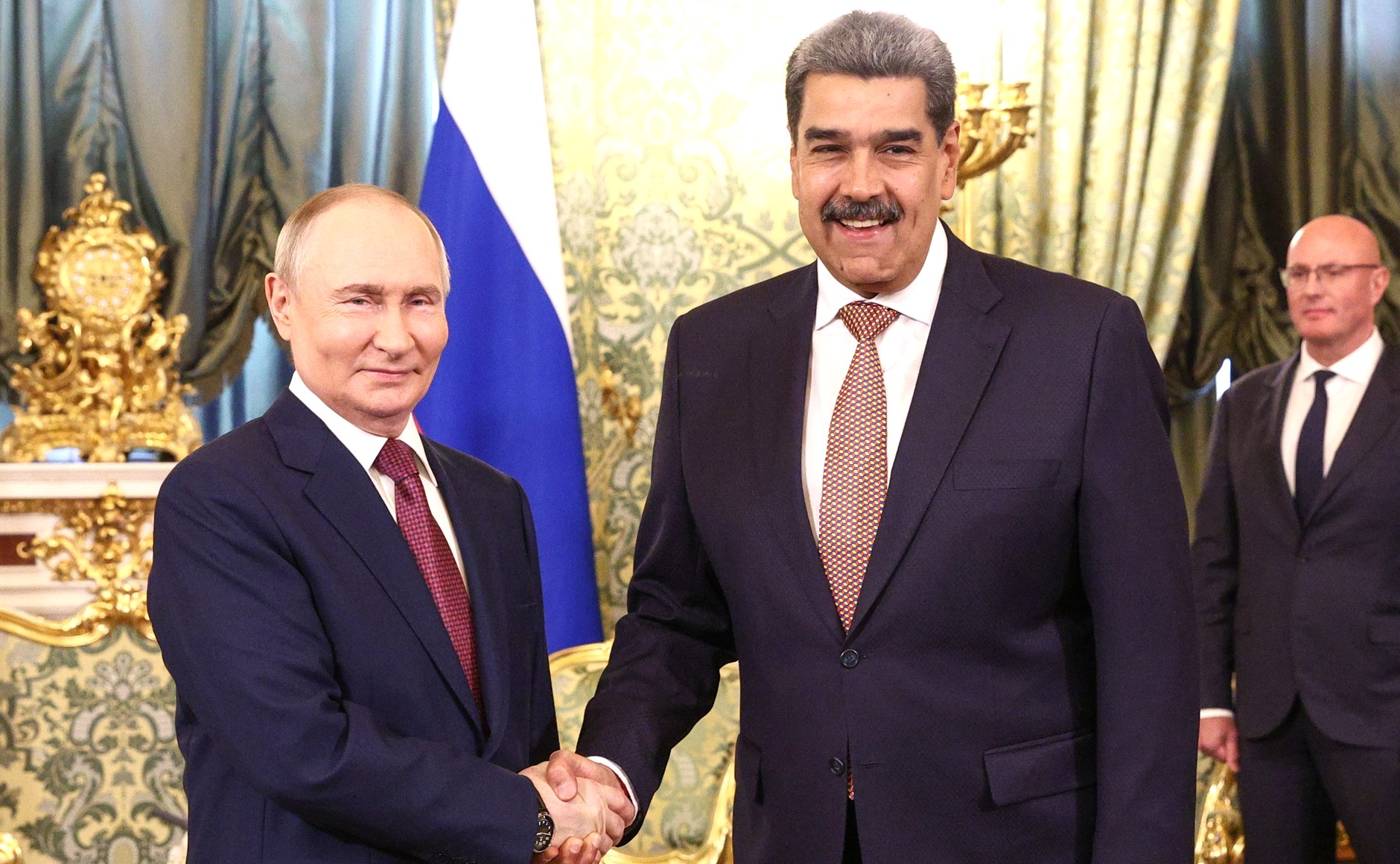
Vladímir Putin (izquierda) y Nicolás Maduro (derecha).

En mayo de 2015 el presidente Nicolás Maduro llega de viaje a Moscú acompañado con una comitiva de unas 70 personas por el 70 aniversario de la victoria aliada contra la Alemania nazi en la Segunda Guerra Mundial.
El 30 de noviembre de 2016 el diario El Nacional publicó que el gobierno hipotecó lo que quedaba de las acciones de Citgo, el 49.9% a la empresa rusa Rosneft por un préstamo de US $1,500 millones de dólares, sin la aprobación de la Asamblea Nacional, fue realizada por parte del Ministro de Petróleo del momento y expresidente de Pdvsa, expresó que estas están sujetas a la Ley contra la Corrupción.
Durante la crisis en Venezuela, en un artículo del Correo Industrial Militar de Rusia, una revista popular entre los oficiales militares de las Fuerzas Armadas de Rusia, en el caso de una guerra civil venezolana, se recomendó que el gobierno ruso suministraría inteligencia militar al gobierno bolivariano, establece alianzas con el ALBA y asiste a las fuerzas militantes izquierdistas, como los Colectivos, para mantener el poder del gobierno bolivariano.
En 2017 el ministro de Energía venezolano, Eulogio Del Pino expresó: "Ahora vienen a decir que el otro 49% que había quedado disponible está empeñado, obviamente nosotros utilizamos para también ofrecer ese restante de garantía para préstamos adicionales, que es algo muy normal y que cualquier compañía hace"
Según un informe de febrero de 2017 Venezuela ha firmado unos 300 acuerdos de cooperación en los últimos 18 años con Rusia y que la deuda asciende a unos 7500 millones de dólares; El 4 de octubre de 2017 Nicolás Maduro, llegó a Rusia y se reunió con el presidente Vladímir Putin. Maduro asistió a un foro energético internacional y abogó por la reestructuración de la deuda venezolana.
El 4 de diciembre de 2018 Nicolás Maduro viaja a Moscú, Rusia para realizar un encuentro con el presidente Vladímir Putin. El 25 de septiembre de 2019 Nicolás Maduro partió de viaje hacia Moscú donde se reunirá con su homólogo ruso, Vladímir Putin, y empresarios de ese país donde Rusia ofrece solo acuerdos menores.
Venezuela reestructuró su deuda con Rusia en diciembre de 2017 un préstamo de gobierno a gobierno por un valor de 3150 millones de dólares que serían amortizados su capital a partir de 2019 con cuotas anuales de 133 entre 2019 y 2022 y de 684 millones entre 2023 y 2026 con el pago de intereses de 217 millones para ayudar a pagar a algunos acreedores que lleva atrasados. Se supo de esta reestructuración en junio de 2020 los términos que muestra que los pagos serían anuales de Caracas a Moscú para cubrir una deuda por 3,200 millones de dólares, de 2019 a 2022 pagará anualmente 133 millones de dólares al año y a partir de 2023 hasta 2026 pagará 684 millones de dólares al año. Más pago de intereses por 217 millones de dólares.
En junio de 2023 La filial PDVSA Holding recuperó las acciones de Cigo que se encontraban en poder de la rusa Rosneft con mucha dificultad legal que se inició desde 2021 por parte del gobierno interino.
El 26 de junio de 2023 Horacio Medina presidente de la filial PDVSA Holding informó que recuperó las acciones que se encontraban en poder de la rusa Rosneft por un préstamo de 1500 millones de dólares para la cual entregaron el 49.9 % de las acciones de Citgo en garantía durante 2016 por el gobierno de Nicolás Maduro, estas fueron recuperadas después de esfuerzos legales que venían haciendo desde el año 2020.
El 27 de junio de 2023 la empresa rusa Roszarubezhneft solicitó tomar el control de las exportaciones de crudo y fuel oil, similar a las condiciones que PDVSA alcanzó el año pasado con la estadounidense Chevron para cobrar su deuda. Según la ley orgánica de hidrocarburos, Pdvsa es la única autorizada que puede exportar y con chevron se llegó a un acuerdo. Por una deuda de Pdvsa de 3,200 millones de dólares a la petrolera estatal rusa Roszarubezhneft, cuando adquirió los activos de Rosneft en 5 empresas mixtas con PDVSA el 27 de marzo de 2020,
El 16 de octubre de 2023 Venezuela y Rusia suscriben 16 acuerdos de cooperación en áreas estratégicas en la XVII Reunión de la Comisión Intergubernamental de Alto Nivel (CIAN), entre ministro del Poder Popular de Petróleo, Pedro Rafael Tellechea y el vice primer ministro, Alexander Novak.
El 18 de noviembre de 2023 Venezuela y Rusia reforzaron sus relaciones entre los bancos centrales de ambos países, para usar la plataforma del Mir (sistema de pagos) porque hasta el momento no es más que expresión para desdolarizar su economía, que fue tratada desde 2019, porque este sistema no puede servir para reincorporar al país al sistema financiero internacional.
El 20 de febrero de 2024 llega de visita a Venezuela el canciller de Rusia, Serguéi Lavrov, para celebrar sendas reuniones con su homólogo venezolano, Yván Gil, y con la vicepresidenta ejecutiva, Delcy Rodríguez, luego de visitar Cuba. Pasó de visita por el palacio presidencial de Miraflores donde fue recibido por Nicolás Maduro y le reafirma una invitación  que tiene pendiente para ir a Rusia por parte de Vladimir Putín.
El 7 de noviembre de 2024 Nicolás Maduro firma una serie de 17 acuerdos con Rusia en el encuentro bilateral de la XVIII Reunión de la Comisión Intergubernamental de Alto Nivel (CIAN) Rusia – Venezuela con el vicepresidente de Gobierno de la Federación de Rusia, Dmitry Chernyshenko en Caracas, que van desde la asesoría petrolera y aeronáutica hasta labores de inteligencia, contrainteligencia y contraespionaje. Un acuerdo entre la aerolínea estatal venezolana Conviasa y RT Project Technologies SA, un acuerdo entre PDVSA y la empresa TNG Group en áreas de servicios petroleros y tecnología de recuperación mejorada de crudo extrapesado y sobre «temas de inteligencia, contrainteligencia y contraespionaje» del cual no ofrecieron mayores detalles.